# De ongrijpbare Navajo's
De ongrijpbare Navajo's is het twintigste deel uit de stripreeks Blueberry van Jean-Michel Charlier (scenario) en Jean Giraud (tekeningen). Het album verscheen voor het eerst in 1982 bij uitgeverij Novedi. Het album is daarna nog drie keer herdrukt bij diverse uitgeverijen, voor het laatst in 2003 bij uitgeverij Dargaud. Ook verschenen er hardcover edities. De ongrijpbare Navajo's werd in 2018 samen met de delen De laatste kaart en Het einde van de lange rit integraal uitgegeven door Dargaud.

## Inhoud
Blueberry, Vittorio en een paar jonge Navajo's bevrijden de rest van de Navajostam die wordt vastgehouden in San Carlos, 'een sterfplaats voor rode mannen'. Vervolgens brengt Blueberry het leger op een dwaalspoor door hun te laten geloven dat de stam naar het oosten vlucht in plaats van het zuiden naar Mexico toe. Red Neck en MacClure voorzien de stam van voedsel, maar worden echter achtervolgd door Gideon O'Bannion. Deze vindt de indianen en waarschuwt Bill Hickok, die met de trein snel nadert en een 'privé-militie' leidt die bestaat uit blanke mannen die klaarstaan om de Indianen voor geld te doden. Onder leiding van Blueberry vernietigen de jongste Navajo's een groot deel van de Hickok-militie. 

## Hoofdpersonen
- Blueberry, cavalerieluitenant
- Vittorio, vurige, jonge Navajo die naar oorlog met de blanken verlangt
- Chini, indiaanse, verloofde van Vittorio
- Wild Bill Hickok, premiejager op zoek naar Blueberry
- Gideon O'Bannion, een gescalpeerde man die probeert de dood van zijn vrouw en kinderen te wreken.
- MacClure
- Red Neck
- Duke Stanton, rijke zakenman die Chihuahua Pearl wil verleiden